# Robert Farah Maksoud
Robert Farah Maksoud (Montreal, 20 januari 1987) is een tennisser uit Colombia. 

## Carrière
Hij heeft negentien toernooien gewonnen in het dubbelspel en heeft eenentwintig keer een finale verloren. Zijn grootste grandslamsucces was het winnen van het dubbelspel op Wimbledon 2019 en de US Open 2019, telkens met vaste partner Juan Sebastián Cabal. Hij heeft één challenger in het enkelspel en twaalf challengers in het dubbelspel op zijn naam staan. Daarnaast won Farah de gouden medaille bij de Pan-Amerikaanse Spelen 2011. In de finale versloeg hij de Braziliaan Rogério Dutra da Silva in twee sets (6-4 en 6-3). In oktober 2019 testte hij positief op boldenone, een anabole steroïde. Hij was sinds 14 januari 2020 voorlopig geschorst, maar werd op 10 februari vrijgesproken.

## Palmares
| Legenda                       | Legenda               |
| ----------------------------- | --------------------- |
| Grand Slam                    |                       |
| Olympische Spelen             |                       |
| tot 2009                      | vanaf 2009            |
| Tennis Masters Cup            | ATP Finals            |
| ATP Masters Series            | ATP Tour Masters 1000 |
| ATP International Series Gold | ATP Tour 500          |
| ATP International Series      | ATP Tour 250          |

### Enkelspel
| Nr.                  | Datum        | Toernooi | Ondergrond | Tegenstander in finale | Score         |
| -------------------- | ------------ | -------- | ---------- | ---------------------- | ------------- |
| gewonnen challengers |              |          |            |                        |               |
| 1.                   | 12 juli 2010 | Bogota   | Gravel     | Carlos Salamanca       | 6-3, 2-6, 7-6 |

### Dubbelspel
| Nr.                               | Datum             | Toernooi               | Ondergrond    | Partner              | Tegenstanders in finale                   | Score                               |         |
| --------------------------------- | ----------------- | ---------------------- | ------------- | -------------------- | ----------------------------------------- | ----------------------------------- | ------- |
| gewonnen finales mannendubbelspel |                   |                        |               |                      |                                           |                                     |         |
| 1.                                | 23 februari 2014  | ATP Rio de Janeiro (1) | Gravel        | Juan Sebastián Cabal | David Marrero Marcelo Melo                | 6-4, 6-2                            | details |
| 2.                                | 23 augustus 2014  | ATP Winston-Salem      | Hardcourt     | Juan Sebastián Cabal | Jamie Murray John Peers                   | 6-3, 6-4                            | details |
| 3.                                | 15 februari 2015  | ATP São Paulo          | Gravel        | Juan Sebastián Cabal | Paolo Lorenzi Diego Schwartzman           | 6-4, 6-2                            | details |
| 4.                                | 24 mei 2015       | ATP Genève             | Gravel        | Juan Sebastián Cabal | Raven Klaasen Lu Yen-hsun                 | 7-5, 4-6, [10-7]                    | details |
| 5.                                | 14 februari 2016  | ATP Buenos Aires (1)   | Gravel        | Juan Sebastián Cabal | Iñigo Cervantes Huegun Paolo Lorenzi      | 6-3, 6-0                            | details |
| 6.                                | 21 februari 2016  | ATP Rio de Janeiro (2) | Gravel        | Juan Sebastián Cabal | Pablo Carreno Busta David Marrero         | 7-6, 6-1                            | details |
| 7.                                | 22 mei 2016       | ATP Nice               | Gravel        | Juan Sebastián Cabal | Mate Pavić Michael Venus                  | 4-6, 6-4, [10-8]                    | details |
| 8.                                | 23 oktober 2016   | ATP Moskou             | Hardcourt (i) | Juan Sebastián Cabal | Julian Knowle Jurgen Melzer               | 7-5, 4-6, [10-5]                    | details |
| 9.                                | 14 februari 2017  | ATP Buenos Aires (2)   | Gravel        | Juan Sebastián Cabal | Santiago González David Marrero           | 6-1, 6-4                            | details |
| 10.                               | 7 mei 2017        | ATP München            | Gravel        | Juan Sebastián Cabal | Jérémy Chardy Fabrice Martin              | 6-3, 6-3                            | details |
| 11.                               | 20 mei 2018       | ATP Rome (1)           | Gravel        | Juan Sebastián Cabal | Pablo Carreño Busta João Sousa            | 3-6, 6-4, [10-4]                    | details |
| 12.                               | 28 april 2019     | ATP Barcelona (1)      | Gravel        | Juan Sebastián Cabal | Jamie Murray Bruno Soares                 | 6-4, 7-6(4)                         | details |
| 13.                               | 19 mei 2019       | ATP Rome (2)           | Gravel        | Juan Sebastián Cabal | Raven Klaasen Michael Venus               | 6-1, 6-3                            | details |
| 14.                               | 28 juni 2019      | ATP Eastbourne         | Gras          | Juan Sebastián Cabal | Máximo González Horacio Zeballos          | 3-6, 7-6(4), [10-6]                 | details |
| 15.                               | 13 juli 2019      | Wimbledon              | Gras          | Juan Sebastián Cabal | Nicolas Mahut Édouard Roger-Vasselin      | 6-7(5), 7-6(5), 7-6(6), 6-7(5), 6-3 | details |
| 16.                               | 6 september 2019  | US Open                | Hardcourt     | Juan Sebastián Cabal | Marcel Granollers Horacio Zeballos        | 6-4, 7-5                            | details |
| 17.                               | 20 maart 2021     | ATP Dubai              | Hardcourt     | Juan Sebastián Cabal | Nikola Mektić Mate Pavić                  | 7-6(0), 7-6(4)                      | details |
| 18.                               | 25 april 2021     | ATP Barcelona (2)      | Gravel        | Juan Sebastián Cabal | Kevin Krawietz Horia Tecău                | 6-4, 6-2                            | details |
| 19.                               | 31 oktober 2021   | ATP Wenen              | Hardcourt (i) | Juan Sebastián Cabal | Rajeev Ram Joe Salisbury                  | 6-4, 6-2                            | details |
| verloren finales mannendubbelspel |                   |                        |               |                      |                                           |                                     |         |
| 1.                                | 22 juli 2012      | ATP Gstaad             | Gravel        | Santiago Giraldo     | Marcel Granollers Marc López              | 2-6, 1-6                            | details |
| 2.                                | 25 mei 2013       | ATP Nice               | Gravel        | Juan Sebastián Cabal | Johan Brunström Raven Klaasen             | 3-6, 2-6                            | details |
| 3.                                | 5 januari 2014    | ATP Brisbane           | Hardcourt     | Juan Sebastián Cabal | Mariusz Fyrstenberg Daniel Nestor         | 7-6, 4-6, [7-10]                    | details |
| 4.                                | 9 februari 2014   | ATP Viña del Mar       | Gravel        | Juan Sebastián Cabal | Oliver Marach Florin Mergea               | 3-6, 4-6                            | details |
| 5.                                | 2 maart 2014      | ATP São Paulo          | Gravel        | Juan Sebastián Cabal | Guillermo García López Philipp Oswald     | 7-5, 4-6, [13-15]                   | details |
| 6.                                | 30 maart 2014     | ATP Miami              | Hardcourt     | Juan Sebastián Cabal | Bob Bryan Mike Bryan                      | 6-7, 4-6                            | details |
| 7.                                | 26 juli 2015      | ATP Båstad             | Gravel        | Juan Sebastián Cabal | Jeremy Chardy Łukasz Kubot                | 7-6, 3-6, [8-10]                    | details |
| 8.                                | 2 augustus 2015   | ATP Hamburg            | Gravel        | Juan Sebastián Cabal | Jamie Murray John Peers                   | 6-2, 3-6, [8-10]                    | details |
| 9.                                | 11 oktober 2015   | ATP Tokio              | Hardcourt     | Juan Sebastián Cabal | Raven Klaasen Marcelo Melo                | 6-7, 6-3, [7-10]                    | details |
| 10.                               | 1 mei 2016        | ATP München            | Gravel        | Juan Sebastián Cabal | Henri Kontinen John Peers                 | 3-6, 6-3, [7-10]                    | details |
| 11.                               | 25 februari 2017  | ATP Rio de Janeiro     | Gravel        | Juan Sebastián Cabal | Pablo Carreño Busta Pablo Cuevas          | 4-6, 7-5, [8-10]                    | details |
| 12.                               | 30 april 2017     | ATP Boedapest          | Gravel        | Juan Sebastián Cabal | Brian Baker Nikola Mektić                 | 6–7, 4–6                            | details |
| 13.                               | 27 mei 2017       | ATP Genève             | Gravel        | Juan Sebastián Cabal | Jean-Julien Rojer Horia Tecău             | 6-2, 6-7, [6-10]                    | details |
| 14.                               | 27 januari 2018   | Australian Open        | Hardcourt     | Juan Sebastián Cabal | Oliver Marach Mate Pavić                  | 4-6, 4-6                            | details |
| 15.                               | 18 februari 2018  | ATP Buenos Aires       | Gravel        | Juan Sebastián Cabal | Andrés Molteni Horacio Zeballos           | 3-6, 7-5, [3-10]                    | details |
| 16.                               | 19 augustus 2018  | ATP Cincinnati         | Hardcourt     | Juan Sebastián Cabal | Jamie Murray Bruno Soares                 | 6-4, 3-6, [6-10]                    | details |
| 17.                               | 12 januari 2019   | ATP Sydney             | Hardcourt     | Juan Sebastián Cabal | Jamie Murray Bruno Soares                 | 4-6, 3-6                            | details |
| 18.                               | 18 augustus 2019  | ATP Cincinnati         | Hardcourt     | Juan Sebastián Cabal | Ivan Dodig Filip Polášek                  | 6-4, 4-6, [6-10]                    | details |
| 19.                               | 29 februari 2020  | ATP Acapulco           | Gravel        | Juan Sebastián Cabal | Łukasz Kubot Marcelo Melo                 | 6-7(6), 7-6(4), [9-11]              | details |
| 20.                               | 17 oktober 2020   | ATP Cagliari           | Gravel        | Juan Sebastián Cabal | Marcus Daniell Philipp Oswald             | 3-6, 4-6                            | details |
| 21.                               | 7 februari 2021   | ATP Melbourne 1        | Hardcourt     | Juan Sebastián Cabal | Jamie Murray Bruno Soares                 | 3-6, 6-7(7)                         | details |
| 22.                               | 17 april 2022     | ATP Monte Carlo        | Gravel        | Juan Sebastián Cabal | Rajeev Ram Mike Bryan                     | 4–6, 6–3, [7–10]                    | Details |
| 23.                               | 8 mei 2022        | ATP Madrid             | Gravel        | Juan Sebastián Cabal | Wesley Koolhof Neal Skupski               | 7–6(4), 4–6, [5–10]                 | Details |
| gewonnen challengers              |                   |                        |               |                      |                                           |                                     |         |
| 1.                                | 12 juli 2010      | Bogota                 | Gravel        | Juan Sebastián Cabal | Víctor Estrella Burgos Alejandro González | 7-6, 6-4                            |         |
| 2.                                | 1 november 2010   | Medellín               | Gravel        | Juan Sebastián Cabal | Franco Ferreiro André Sá                  | 6-3, 7-5                            |         |
| 3.                                | 8 november 2010   | Guayaquil              | Gravel        | Juan Sebastián Cabal | Franco Ferreiro André Sá                  | 7-5, 7-6                            |         |
| 4.                                | 24 januari 2011   | Bucaramanga            | Gravel        | Juan Sebastián Cabal | Pablo Galdón Andrés Molteni               | 6-1, 6-2                            |         |
| 5.                                | 14 maart 2011     | San José               | Hardcourt     | Juan Sebastián Cabal | Luis Díaz-Barriga Santiago González       | 6-3, 6-3                            |         |
| 6.                                | 2 mei 2011        | Rome                   | Gravel        | Juan Sebastián Cabal | Santiago González Travis Rettenmaier      | 2-6, 6-3, [11-9]                    |         |
| 7.                                | 1 augustus 2011   | Campos do Jordão       | Hardcourt     | Juan Sebastián Cabal | Ricardo Hocevar Júlio Silva               | 6-2, 6-3                            |         |
| 8.                                | 8 augustus 2011   | Binghamton             | Hardcourt     | Juan Sebastián Cabal | Treat Huey Frederik Nielsen               | 6-4, 6-3                            |         |
| 9.                                | 19 september 2011 | Cali                   | Gravel        | Juan Sebastián Cabal | Facundo Bagnis Eduardo Schwank            | 7-5, 6-2                            |         |
| 10.                               | 10 september 2012 | Cali                   | Gravel        | Juan Sebastián Cabal | Marcelo Demoliner João Souza              | 6-3, 7-6                            |         |
| 11.                               | 22 september 2013 | Kaohsiung              | Hardcourt     | Juan Sebastián Cabal | Yuki Bhambri Chieh-fu Wang                | 6-4, 6-2                            |         |
| 12.                               | 26 januari 2014   | Bucaramanga            | Gravel        | Juan Sebastián Cabal | Kevin King Juan Carlos Spir               | 7-6, 6-3                            |         |

### Gemengd dubbelspel
| Nr.                                 | Datum        | Toernooi      | Ondergrond | Partner             | Tegenstanders in finale          | Score             |         |
| ----------------------------------- | ------------ | ------------- | ---------- | ------------------- | -------------------------------- | ----------------- | ------- |
| verloren finales gemengd dubbelspel |              |               |            |                     |                                  |                   |         |
| 1.                                  | 10 juli 2016 | Wimbledon     | Gravel     | Anna-Lena Grönefeld | Heather Watson Henri Kontinen    | 6-7, 4-6          | details |
| 2.                                  | 8 juni 2017  | Roland Garros | Gravel     | Anna-Lena Grönefeld | Gabriela Dabrowski Rohan Bopanna | 6–2, 2–6, [10-12] | details |

## Resultaten grandslamtoernooien
| Legenda | Legenda                          |
| ------- | -------------------------------- |
| g.t.    | geen toernooi gehouden           |
| l.c.    | lagere categorie                 |
| –       | niet deelgenomen                 |
| G       | uitgeschakeld in de groepsfase   |
| 1R      | uitgeschakeld in de eerste ronde |
| 2R      | uitgeschakeld in de tweede ronde |
| 3R      | uitgeschakeld in de derde ronde  |
| 4R      | uitgeschakeld in de vierde ronde |
| KF      | uitgeschakeld in de kwartfinale  |
| HF      | uitgeschakeld in de halve finale |
| F       | de finale verloren               |
| W       | het toernooi gewonnen            |
| w-v     | winst/verlies-balans             |

### Enkelspel
| Grandslamtoernooien |      |
| Australian Open     | –    |
| Roland Garros       | –    |
| Wimbledon           | –    |
| US Open             | 1R   |
| Olympische Spelen   |      |
| Olympische Spelen   | g.t. |
| Statistieken        |      |
| titels per jaar     | 0    |
| Eindejaarsranking   | 231  |

### Mannendubbelspel
| Grandslamtoernooien |      |    |      |      |      |    |      |      |      |      |      |      |      |
| Australian Open     | –    | 2R | KF   | 1R   | 2R   | 3R | 3R   | F    | 1R   | –    | 2R   | 2R   | 3R   |
| Roland Garros       | –    | 3R | 3R   | 1R   | 1R   | 1R | HF   | KF   | HF   | HF   | HF   | 1R   | 2R   |
| Wimbledon           | 3R   | 1R | 3R   | –    | 2R   | 2R | 2R   | 3R   | W    | g.t. | KF   | HF   |      |
| US Open             | 2R   | 1R | 1R   | 2R   | 2R   | 1R | –    | HF   | W    | 2R   | 1R   | HF   |      |
| ATP Finals          |      |    |      |      |      |    |      |      |      |      |      |      |      |
| ATP Finals          | –    | –  | –    | –    | –    | –  | –    | HF   | HF   | –    | –    | –    |      |
| ATP Masters 1000    |      |    |      |      |      |    |      |      |      |      |      |      |      |
| Indian Wells        | –    | –  | –    | –    | 2R   | 1R | –    | 1R   | KF   | g.t. | 1R   | 2R   | 1R   |
| Miami               | –    | –  | –    | F    | 2R   | –  | 1R   | KF   | 2R   | g.t. | 2R   | 1R   | 2R   |
| Monte Carlo         | –    | –  | –    | 2R   | 1R   | HF | –    | KF   | 2R   | g.t. | HF   | F    | 2R   |
| Madrid              | –    | –  | –    | HF   | –    | 1R | 2R   | HF   | 1R   | g.t. | 2R   | F    | 1R   |
| Rome                | –    | –  | –    | 1R   | KF   | 1R | –    | W    | W    | 2R   | 1R   | 2R   | 1R   |
| Montreal/Toronto    | –    | –  | –    | –    | –    | –  | –    | 2R   | 1R   | g.t. | KF   | 1R   |      |
| Cincinnati          | –    | –  | –    | –    | 2R   | –  | –    | F    | F    | 1R   | HF   | 1R   |      |
| Shanghai            | –    | –  | –    | KF   | KF   | 2R | 2R   | HF   | KF   | g.t. | g.t. | g.t. |      |
| Parijs              | –    | –  | –    | 2R   | 2R   | 1R | 2R   | 2R   | 2R   | 2R   | KF   | –    |      |
| Olympische Spelen   |      |    |      |      |      |    |      |      |      |      |      |      |      |
| Olympische Spelen   | g.t. | –  | g.t. | g.t. | g.t. | 2R | g.t. | g.t. | g.t. | g.t. | KF   | g.t. | g.t. |
| Statistieken        |      |    |      |      |      |    |      |      |      |      |      |      |      |
| titels per jaar     | 0    | 0  | 0    | 2    | 2    | 4  | 2    | 1    | 5    | 0    | 3    | 0    | 0    |
| Eindejaarsranking   | 83   | 64 | 48   | 23   | 27   | 30 | 27   | 5    | 1    | 1    | 10   | 29   |      |